# Peromyscus simulus
Peromyscus simulus é uma espécie de roedor da família Cricetidae.
Apenas pode ser encontrada no México.